# Michael Corbin
Michael H. Corbin (1960) è un ambasciatore e diplomatico statunitense.
Ufficiale del Foreign Office statunitense e diplomatico, prestò servizio come ambasciatore degli U.S.A. presso gli Emirati Arabi Uniti. Nominato il 9 maggio 2011, fu confermato dal Senato degli Stati Uniti il 30 giugno e prestò giuramento davanti al Sottosegretario di Stato per gli Affari Politici William J. Burns il 25 luglio. Arrivò ad Abu Dhabi il 27 luglio e presentò le proprie credenziali al Sottosegretario agli Affari Esteri Juma Mubarak Al Junaibi il giorno successivo, 28 luglio.

## Biografia
Conseguito il Bachelor of Arts allo Swarthmore College, dal 1982 al 1984 servì presso i Peace Corps in Mauritania. Dal 2003 al 2006 ricoprì l’incarico di Ministro Consigliere, per gli Affari Economici e Politici in Egitto, e fino al 2008, di responsabile per gli affari di Stato in Siria.
Dal 2008 al 2009 fu ministro consigliere, per gli affari politico-militari in Iraq, e, nel biennio seguente, vice segretario di Stato aggiunto, presso l'Ufficio per gli affari del Vicino Oriente.
Corbin è membro del consiglio di amministrazione di Caliburn International, un appaltatore militare che sovrintende alle attività di Homestead Temporary Shelter for Unaccompanied Children, un programma di assistenza per 3.200 minori non accompagnati nella città di Homestead, in Florida.